# Sandhills (Caroline)
Pour les articles homonymes, voir Sandhills.
Sandhills est une région géographique au centre de la Caroline du Nord aux États-Unis. Elle comprend 9 comtés.

## Géologie
Le sable non consolidé des Carolina Sandhills est cartographié comme la formation quaternaire de Pinehurst et est interprété comme des nappes de sable et des dunes éoliennes (soufflées par le vent) qui ont été mobilisées épisodiquement il y a environ 75 000 à 6 000 ans . La plupart des âges de luminescence publiés du sable coïncident avec la dernière glaciation, une époque où le sud-est des États-Unis était caractérisé par des températures de l'air plus froides, des vents plus forts et moins de végétation.